# 汉斯·罗斯鲍德
汉斯·罗斯鲍德（德語：Hans Rosbaud，1895年7月22日 – 1962年12月29日），奥地利指挥家，尤其与二十世纪音乐有关。

## 生平
汉斯·罗斯鲍德出生在奥地利格拉茨。小时候，汉斯和他的哥哥保罗·罗斯鲍德与教钢琴的母亲一起演出。汉斯继续在法兰克福霍赫音乐学院学习音乐，师从伯恩哈德·塞克勒斯和阿尔弗雷德·霍恩，分别学习作曲和钢琴。
罗斯鲍德的第一个职业岗位是在美因茨，从1921年开始，他担任该市新音乐学校的音樂總監，其中包括指挥市立交响音乐会。1928年，他成为黑森广播交响乐团（后来的法兰克福广播交响乐团）的第一任首席指挥。在20世纪20年代和30年代，他首演了阿诺德·勋伯格和贝拉·巴托克的作品。在纳粹时期，他介绍新音乐的自由受到限制。1937年，他成为明斯特市的音乐总监。1941年，罗斯鲍德在斯特拉斯堡担任同样的职务，领导爱乐乐团。
1945年，他被美国当局任命为慕尼黑愛樂樂團的音乐总监。1948年，由于市政当局希望乐团的曲目向保守方向发展，罗斯鲍德与慕尼黑乐团的合同被允许失效。同年，罗斯鲍德成为西南广播电台巴登巴登与弗莱堡交响乐团（SWR）的第一任首席指挥，并在那里度过了他的余生。1954年，他在提前8天通知的情况下，首次指挥了勋伯格的歌剧《摩西与亚伦》的演出；这次演出被发行在1957年为飞利浦录制的商业唱片中。他经常带着SWR交响乐团参加当代音乐节，如多瑙埃兴根音乐节。1962年12月6日至8日，他完成了在芝加哥交响乐团为期六周的驻团演出，与尤金·伊斯托明一起演出舒曼的钢琴协奏曲和马勒的第九交响曲。不到一个月后，他于12月29日在瑞士盧加諾去世。

## 评价
《留声机》曾评论说，罗斯鲍德“是20世纪中期音乐界的无名英雄之一，他……对尽可能广泛的音乐进行了彻底的排练和代表性的表演和首演”。在《号角》中，彼得·J·拉比诺维茨指出了他的支持范围，声称“除了伯恩斯坦、舍尔兴和斯托科夫斯基之外，他的支持范围比同时代的任何一位音乐家都要大。
罗斯鲍德最被人记住的可能是他的马勒、布鲁克纳、他与第二维也纳乐派的合作……尤其是他对战后先锋派的承诺。但他也是一位世界级的莫扎特诠释者（他在20世纪50年代于普罗旺斯地区艾克斯录制的的莫扎特歌剧在今天看来，远比格林德伯恩录制的更著名的布施录音要好得多）——他也支持早期的音乐（他录制了格鲁克的《《奥菲欧与尤丽狄茜》》和拉莫的《普拉蒂埃》）。更引人注目的是，他能够赋予他对这些作曲家的演绎以完全不同的鲜明特征。”
他把自己服务于他所选择的音乐表演，他得到了20世纪众多著名作曲家的尊重。在他的遗产中，突出的是布鲁克纳、马勒、斯特拉文斯基和布列兹的音乐录音。他是一位孜孜不倦的新音乐倡导者，与卡尔·阿玛德乌斯·哈特曼关系密切，曾指挥哈特曼的歌剧《痴儿西木传》（Simplicius Simplicissimus）、第二和第四交响曲等的首演。

## 轶事
罗斯鲍德掌握五种不同的乐器，来自管弦乐团的各个乐器组。
他最喜欢的消遣是阅读世界文学原著（古代和现代）和研究科学期刊。
罗斯鲍德是一个文化程度很高的人，他的阅读面很广，知识兴趣也很多样。